# Український Легіон (організація)
«Український легіон» — українська громадська організація патріотичного профілю, створена 2014 року з метою захисту України від збройної агресії та спільної реалізації її членами своїх прав та свобод. Організація з 2015 року входить до складу Ради волонтерів при міністерстві оборони України, а з 2016 року — до Громадської спілки «Федерація учасників АТО Київщини» при Київській ОДА. З грудня 2016 року головою ГО «Український легіон» є Олексій Санніков. Організація має осередки у Львові, Києві, Житомирі та Харкові.
Гасло організації — «Ми діємо виключно в межах чинного законодавства. Там, де законодавство нас не влаштовує, ми не порушуємо його, а добиваємося змін».

## Створення та мета діяльності
Військово-патріотичну організацію «Український легіон» засновано в липні 2014 року. Одним із співзасновників став Віктор Гурняк. У вересні пішов служити добровольцем до батальйону «Айдар».
У жовтні 2015 року ГО «Український Легіон» разом із організаціями, які займаються військовою та допризовною підготовкою стали співзасновником Руху сприяння територіальній обороні України («Рух 100»).
Головна мета діяльності організації — створення умов для безпечного існування України та її населення.
Основані напрямки діяльності
- підготовка та саморозвиток членів громадської організації для створення згуртованої сили, яка готова чинити збройний опір агресору;
- сприяння розвитку територіальної оборони (ТРО) через проведення навчання резервістів у загальноукраїнському масштабі;
- виховання молоді, як людей із критичним способом мислення, які у майбутньому зможуть захистити свою країну[5].

## Діяльність
Організація з осені 2015 року приділяє велику увагу проведення професійних навчань для сприяння територіальній обороні України. Двічі на рік у різних місцях поблизу Києва, організовуються навчання з відпрацюванням різних питань територіальної оборони. Зокрема, 2016 року у навчаннях «Рух 100. Тризуб» брали участь не тільки активісти руху, а й представники правоохоронних органів та служби Дарницького району столиці. Було відпрацьовано евакуацію умовно поранених до міської клінічної лікарні № 1. У липні 2016 року за підтримки Міністерства молоді та спорту України заснували щорічні міжнародні змагання «Нащадки Вільних». Захід, що проводиться спільно з громадською організацією "Цивільний Корпус "АЗОВ" спрямовано на національно-патріотичне виховання молоді та обмін досвідом.
У травні 2019 року фахівці УЛ надали партнерську допомогу під час організації та проведенні навчально-польових зборів для школярів у Лозівському районі на Харківщині.
У процесі спільних навчань фахівці УЛ з молоддю та цивільним населенням відпрацьовують навички та спеціалізації: тактичної медицини; зв'язку; тактики; топографії; вогневої підготовки; поводженню зі зброєю; інженерної підготовки та саперній справі; аеророзвідки.
На початку жовтня 2019 року в приміщенні громадської організації «Український Легіон», що знаходиться в Українському державному центрі національно-патріотичного виховання було відкрито першу в Україні бібліотеку ветеранської книги. Проєкт "Простір «Ветеранський Намет»" було започатковано в ході книжкових та літературних заходів «Книжковий Арсенал» в Києві, «Book Space» в Дніпрі та Форум видавців у Львові. Тут зібрані книжки про російсько-українську війну, які написали самі ветерани та військові — учасники подій.
Наприкінці червня 2020 року відбулися навчання «Рух 100 — Суховій» неподалік села Лютіж на Київщині за участю представників організацій-членів Руху сприяння територіальній обороні України. У змаганнях взяли участь близько 200 патріотично налаштованих громадян України та резервістів бригад територіальної оборони і оперативного резерву 1-ї черги.
На початку липня 2021 року навчання з оборони української столиці «Міжріччя-2021» проходили поблизу села Новосілки на Київщині. 24 жовтня 2021 року фахівці ГО провели майстер-класи у відкритому стрілецькому заході — GUN OPEN DAY'2021, який щорічно організовує Українська асоціація власників зброї.
Сержантський склад «Закарпатського легіону» 18 листопада 2021 року здійснив забіг на 10 кілометрів марафону-естафети, присвяченому Дню сержанта ЗС України.
Через те, що російські війська перебувають на кордоні з Україною, в умовах можливих провокацій всередині країни та можливої агресії з боку Росії у квітні 2021 року харківська філія організації разом з іншими громадськими та політичними силами Харківщини опікуються організацією штабу оборони Харківської області. Так, фахівці ГО «Український Легіон» за підтримки Міноборони проводять ознайомчі лекції зі стрільбами та військово-патріотичними вишколами.

## Втрати
- Віктор Гурняк — один із співзасновників організації, загинув 19 жовтня 2014 року від мінометного снаряду, коли під обстрілом вивозив поранених у районі 32-го блокпосту поблизу селища Сміле Слов'яносербського району Луганської області, Герой України з удостоєнням ордена «Золота Зірка» (2021, посмертно) — за особисту мужність і героїзм, виявлені у захисті державного суверенітету та територіальної цілісності України.[19]
- Руслан Стоян — з осені 2014 року активний член організації, помер 26 жовтня 2015 року у наслідок автокатастрофи, що сталася 20 жовтня у якій також загинула його дружина Ольга. Нагороджений посмертно нагрудним знаком «Гідність та честь».
- Роман Тимофеєв («Сєдой») — полковник ЗСУ, інструктор «Українського Легіону», очільник розвідки Сухопутних Військ. Помер 9 грудня 2019 року.
- Юрій Лєдєньов — полковник запасу, учасник війни у Афганістані (командир 501-окремого автобату), учасник ліквідації аварії на ЧАЕС, у 2017 році — перший очільник «Український Легіон Харків». Помер 24 травня 2021 року.
- Олексій Кавлак («Змій») — з осені 2014 року активний член організації, член Ради ГО «Український Легіон», інструктор з домедичної допомоги, проводив навчання з мінної безпеки для школярів на території Луганської та Донецької областей, брав участь в організації щорічного фестивалю «Нащадки вільних». Загинув 15 вересня 2021 року в результаті вибуху автомобіля у Дніпрі. Поліція кваліфікувала вибух як теракт[20][21].
- Сторожев Юрій Олексійович — працював в різних органах державної влади (загалом 29 років на державній службі), зокрема у органах державного фінансового контролю, Міністерстві юстиції України, Рахунковій палаті України (звідки пішов на війну).[22][23][1]

## Відзнаки та подяки
- Подяка ГО «Український Легіон» від Головного інформаційно-телекомунікаційного вузла Генерального штабу ЗСУ за матеріально-технічну допомогу воїнам-зв'язківцям.
- Подяка ГО «Український Легіон» від командування батальйону оперативного призначення імені генерала С. П. Кульчицького за допомогу у забезпеченні медичними препаратами.
- Подяка члену ГО «Український Легіон» Олексію Кавлаку від Регіонального програмного офісу в Україні Департаменту юстиції США за активну участь у проведенні підготовки інспекторів поліції.
- Відзнака Державної прикордонної служби України за вагомий внесок у справу забезпечення охорони державного кордону.
- Грамота від голови Бориспільської райдержадміністрації за проведені навчально-тренувальні заняття з учнями 11-х класів шкіл Бориспільського району за програмою 3-денних польових занять предмета «Захист Вітчизни».
- Грамота від Бориспільської райдержадміністрації м. Києва за проведення навчально-тренувальних занять з учнями 11-х класів шкіл району.
- Подяка від Херсонської обласної державної адміністрації за проведення Міжнародної акції «Нащадки вільних» імені князя К. І. Острозького.
- Подяка від Онуфрієвської районної державної адміністрації та районної ради за активну участь у волонтерській роботі.
- Подяка за участь у командних військово-прикладних змаганнях «Сильна Nація. Юнацька ліга»
- Подяка від Благодійного фонду «Дніпровська ініціатива» за партнерську підтримку соціально-освітнього проекту, спрямованого на популяризацію волонтерського руху серед школярів.
- Подяка від Дніпровського райвійськкомату м. Києва за активну участь у військово-патріотичному вихованні молоді.
- Подяка від Онуфріївського райвійськкомату за проведення заняття територіальної оборони в Онуфріївському районі.